# Новоандреевка (Солонянский район)
Новоандреевка (укр. Новоандріївка) — село,
Александропольский сельский совет,
Солонянский район,
Днепропетровская область,
Украина.
Код КОАТУУ — 1225080515. Население по переписи 2001 года составляло 109 человек .

## Географическое положение
Село Новоандреевка находится на берегах реки Камышеватая Сура,
выше по течению на расстоянии в 1 км расположены сёла Чумаки (Томаковский район) и Крутенькое (Томаковский район),
ниже по течению на расстоянии в 1,5 км расположено село Кринички.